# Gospodje Brederodski
Gospodje Brederodski so bili holandska plemiška družina, ki je izhajala iz domnevno nezakonske stranske linije holandskih grofov iz roda Gerulfingerjev prek gospodov Teylingenskih. V srednjem veku so Brederodski veljali za najplemenitejšo družino v Holandiji, v 16. stoletju pa so bili močno vpleteni v nizozemsko vstajo proti Španiji. Člani rodbine so imeli nazive grof Gennepski, suvereni gospodje Vianenski, dedni gradiščani Utrechta, svobodni gospodje Ameidski in gospodje Brederodski. Glavna linija je izumrla leta 1679, nezakonska linija državnih grofov pa je obstajala od konca 18. stoletja do leta 1832.

## Zgodovina
Dirk Teylingenski - Brederode (ok. 1180-1236), ki je bil prvi "gospod Brederodski", je opravljal funkcijo upravitelja in namestnika holandskih grofov. Od takrat naprej so se njegovi potomci imenovali po svojem sedežu oblasti gradu Brederode.
Gospodje Brederodski so imeli že v 13. stoletju velik vpliv. Dirkov sin in dedič Viljem I. Brederodski, 2. brederodski gospod, je bil (okoli 1282) graditelj gradu Brederode blizu Santpoorta,  v občini  Velsen,  v Severni Holandiji. Njihovo sodelovanje z Janezom Avesneskim ni bilo zanemarljivo, a se je povečalo, ko je izbruhnil prepir med Trnki in Trsko (vojna trnkov in trsk, 1351). Brederodski so bili dedni voditelji Trnkov, stranke plemičev, ter Arkelskih in Egmontskih, rivalskih plemičev, njihovih nasprotnikov.
Reinald I. Brederodski, (1336 - 1390), 6 brederodski gospod je s poroko z Jolando Gennepsko postal soregent grofije Gennep. Njegov sin Walraven I. Brederodski (1370/73-1417), 8. brederodski gospod, gradiščan Stavorena, guverner Holandije, je leta 1413 v celoti pridobil Gennep, leta 1417 pa iz materine dediščine tudi suvereno gospostvo Vianen, ki je predstavljalo neposredno enklavo Svetega rimskega cesarstva na Nizozemskem in je tako imelo visoki status, ki so ga s tem pridobili tudi njegovi lastniki. Padel je v zmagoviti bitki pri Gorcumu kot poveljnik grofice Jakobe Hainautsko-Zeelandsko-Holandske (1401-1436).
Walravov vnuk Reinald II. (1415–1473), 9 brederodski gospod je postal dedni gradiščan mesta Utrecht, v čigar neprekinjene civilne spore so bili Brederodski od takrat naprej nenehno vpleteni. Rainaldov brat je bil takratni škof v Utrechtu Gijsbreht Brederodski (1416-1475). Leta 1441 je Viljem Brederodski prodal grofijo Gennep družini Van Loon-Heinsberg .
Rainaldov drugi sin je bil Franc Brederodski (1466–1490), ki so ga, ko je bil še zelo mlad, nezadovoljni holandski plemiči postavili za vodjo upornih Trnkov. Boril se je v dveletni državljanski vojni (1488–1490) v Holandiji in Zelandiji, ki je bila sestavljena predvsem iz obleganja dveh trdnjav Rotterdama, ki ga je Franc zavzel leta 1488, in Sluisa v nizozemski Flandriji. To je bil zadnji odprt boj nizozemskega plemstva proti burgundsko-avstrijski vladi in njenim novejšim idejam. Po zavzetju Sluisa leta 1490 je Franc umrl zaradi ran pri komaj 24 letih.
Brederodski, ki so bili vzvišeni zaradi vedno večje posesti, visokega ugleda in skoraj knežjega dostojanstva, so bili vedno značilni s svojim ponosom, a zlasti Rainald III., brederodski gospod, ki je pod Karlom V. zahteval grofijo Holandijo in zato izgubil vse svoje dostojanstvo in imetje kot veleizdajalec. A ker njegove trditve nikoli niso imele prave teže, jih je od cesarja dobil nazaj.
Drugi sin Rainalda III. je bil Henrik (1531–1568), 12. brederodski gospod, vodja Združenja nizozemskih plemičev, ki je pripravilo tako imenovani Kompromis plemičev iz leta 1566, ter vodja upornikov t.i. Beračev (Geusena). Njegov družbeni položaj je bil med visokim in nižjim plemstvom in je bil zato zelo primeren za to nalogo posrednika. Leto kasneje je poveljnik katoliške vojske Charles de Brimeu (grof Megenski) začasno osvojil njegov rodovni sedež grad Batestein v Vianenu. Henrik je umrl v izgnanstvu na gradu Horneburg blizu Recklinghausna. Reinald III. je imel tudi nezakonskega sina Lancelota Brederodskega, ki je bil tudi vodja Beračev.
Plemiška rodbina je obstajala približno 150 let, vedno visoko cenjena in na visokih položajih in uradih v državi in vojski. Johann Wolfart Brederodski, feldmaršal, 16. brederodski gospod, Republike Združena Nizozemska, je po letu 1650 ponovno zasedel vodilni položaj v njej, zaradi svojega položaja, bogastva in poroke, najprej z grofico Nassavsko, kasneje z Ludoviko Kristino Solms-Braunfels (1606–1669), sestro Amalije (1602-1675), žene Friderika Henrika Oranskega (1584-1647), dednega guvernerja Nizozemske. Njegovo številno potomstvo je hitro zamrlo. Njegov najmlajši sin Wolfart, ki je bil tudi 18. in zadnji brederodski gospod, je umrl leta 1679. Po njegovi smrti je grad Brederode prešel v roke Holandskih deželnih stanov.
Nezakonsko linijo predstavljajo potomci Reinalda Brederodskega (1548 - 1633), nezakonskega sina Reinalda III. Brederodskega (1492–1556). Imel je gospostvo Bolswaard / Boolswaert, po katerem so se poimenovali. Cesar Jožef II. je gospodom Bolswaerta podelil naziv " cesarski grof Brederodski". Leta 1832 je umrl zadnji cesarski grof Brederodski iz rodu Bolswaert.
Poleg tega še danes obstaja domnevna neplemiška linija rodbine Brederodskih. Ta linija vodi od Dirka Walravensza  Brederodskega, ki je bil poznejši zakoniti sin Walravena Brederodskega († 1369), mlajšega brata Reinalda I. Brederodskega.

## Posestva in gradovi rodbine Brederode
- Grad Brederode v Santpoortu (sedež Brederodskih gospodov) (ok. 1280–?1456),
- Grad Giessenburg v Giessen-Oudekerk v Alblasserwaardu (Utrecht) (1365 - 1401),
- Grad Batestein v Vianenu (Utrecht) (1417 - 1684),
- Grad Kleef v Haarlemu  (1492-1679)
- Grad Gaasbeek (1565 - 1568)
- Grad Bergen
- Mestni grad na Groenmarktu v Haagu
- Mestni grad Lange Voorhout v Haagu
- Batenstein v Papendrechtu

## Družinsko drevo
- Viljem Teylingenski (znan 1174), gospod Teylingenski in Brederodski
  - Viljem Teijlingenski († 1244), → naprej: gospodje Teylingenski
  - Dirk Teylingenski Brederodski (ok. 1185 - 1236), 1. gospod Brederodski, upravitelj grofov Holandskih
    - Viljem Brederodski (1226–1285), 2. gospod Brederodski
      - Viljem Margarietensone [nezakonski]
      - Teodor [nezakonski] (1297 znan)
      - Floris Scotensko Adrichemski [nezakonski], → gospodje Adrichemski
      - Dirk II. Brederodski (1256-1318), 3. gospod Brederodski, upravitelj  Kennemerlandski
        - Viljem II. Brederodski († 1316)
          - Dirk III. Brederodski (ok. 1308 - 1377), od 1345 5. gospod Brederodski
            - Reinald I. Brederodski, (1336 - 1390), 6. gospod Brederodski, grof Gennepski
              - Dirk Brederodski (1370-1415), menih
              - Janez I. Brederodski (1370/72-1415), 7. gospod  Brederodski, grof Gennepski; v samostranu
              - Walraven I. Brederodski (1370/73-1417), 8. gospod Brederodski, grof Gennepski, gradiščan Stavorena, guverner Holandije
                - Reinald II. Brederodski (1415-1473), 9. gospod Brederodski, grof Gennepski, dedni gradiščan Utrechta, Suvereni gospod Vianenski, gospod Ameidski, Lexmond, Hei- en Boeicop, Meerkerk, Tienhoven, Twaalfhoven, vitez reda zlatega runa
                  - Josina  Brederodska (* ok. 1458)
                  - Ivana  Brederodska (* ok. 1459)
                  - Walravina  Brederode (ok. 1460 - ok. 1500)
                  - Ana  Brederodska (* ok. 1461)
                  - Walraven II.  Brederodski (1462 - 1531), 10. gospod Brederodski, dedni gradiščan Utrechta, suvereni gospod Vianenski, gospod Ameidski, svetnik  Maksimilijana I. Avstrijskega
                    - Reinald III. Brederodski (1492-1556), 11. gospod Brederodski, dedni gradiščan Utrechta, suvereni gospod Vianenski, gozdarski in lovski mojster Holandije, svetnik v državnem svetu, svetnik- in komornik cesarja Karla V.
                      - Helena Brederodska (1527/28 - 1572)
                      - Henrik II. Brederodski (Heinrich von Brederode) (1531 - 1568), 12. gospod Brederodski, dedni gradiščan Utrechta, suvereni gospod Vianenski, gospod Bergenski in Ameidski, Schoorlski in ’t Oog, vodja "beračev", državnik, znan kot  'Grote Geus'
                      - Antonija Penelopa Brederodska († 1591)
                      - Franciska Brederodska, nuna
                      - Ivana Brederodska († 1573), dedna dama Vianenska in Ameidska po smrti njenega brata Henrika leta 1568
                      - Ludvik Brederodski († 1557)
                      - Margareta Brederodska († 1554)
                      - Filip († 1554 v Milanu)
                      - Reinald Brederodski (umrl mlad)
                      - Robert Brederodski († 1566 na Bavarskem)
                      - Ana Brederodska [nezakonska]
                      - Artus Brederodski († 1592) [nezakonski]
                      - Franc Brederodski († pred 1589) [nezakonski]
                      - Lancelot Brederodski († 1573) [nezakonski], Vieadmiral pomorskih upornikov
                        - Reinoud Brederodski (1567-1633), Baron Wezenberški, gospod Veenhuizenski, Spanbroeka, Oosthuizenski, Etersheimski, Hobredski in Kwadijka, državnik, diplomat
                          - Elizabeta Brederodska
                          - Adam Brederodski (umrl mlad)

                      - Lukrecija Brederodska († 1544) [nezakonska]
                      - Margareta Brederodska († 1574) [nezakonska]
                      - Sandrina Brederodska (1539 - 1617) [nezakonska]
                      - Filip Brederodski (* 1541; umrl mlad) [nezakonski]
                      - Sara Brederodska (1544 - 1631) [nezakonska]
                      - Reinald Brederodski (1548 - 1633), [nezakonski], gospod Bolswaardski, → gospodje in državni grofje Bolswaertski

                    - Wolfert Brederodski (1494-1548), gospod Kloetinga in Astenski
                      - Reinald IV. Brederodski (1520-1584), od 1568 13. gospod Brederodski, gospod Kloetinga in Astenski
                        - Henrik Brederodski (1545 - 1573), gospod Astenski
                        - Walraven III. Brederodski (1547-1614), 14. gospod Brederodski, suvereni gospod Vianenski, gospod Ameidski in Noordelooški, državni svetnik, diplomat
                          - Katarina Brederodska (1570 - 1634), dedna dama Astenska in Durendaalska
                          - Wolfert Brederodski

                        - Wolfert Brederodski
                        - Maksimilijan Brederodski (1550 - 1591), gospod Astenski
                        - Floris Brederodski, gospod Kloetinga
                          - Walraven IV. Brederodski († 1620), 15. gospod Brederodski, suvereni gospod Vianenski, gospod Kloetinge, Ameidski in Noordelooški, Odposlanec na sinodi v Dordrechtu
                          - Johan Wolfart Brederodski (1599 - 1655), 16. gospod Brederodski, suvereni gospod Vianenski, gospod Kloetinge, Ameidski in Noordelooški, državnik, Vrhovni poveljnik vojske Združene Nizozemske
                            - Sofija Brederodska (1620 - 1678)
                            - Florentina Brederodska (1624 - 1698)
                            - Ana Trajektana Brederodska (1625 - 1672)
                            - Ana Amalija Brederodska (1626 - 1663), Salonnière
                            - Henrik III. Brederodski (1638 - 1657), 17. gospod Brederodski, suvereni gospod Vianenski, gospod Kloetinge, Ameidski in Noordelooški, Polkovnik polka Van Brederode
                            - Lujza Kristina Brederodski (1639 - 1660)
                            - Hedvika Neža Brederodska (1643 - 1684), suverena dama Vianenska, dama Ameidska in Noorderlooška
                            - Amelija Vilhelmina Brederodska (* 1643), dama Zwammerdamska in Reeuwijkška
                            - Wolfert Brederodski (1649 - 1679), 18. gospod Brederodski, suvereni gospod Vianenski, gospod Kloetinge, Ameidski in Noordelooški, Zwammerdamski in Reeuwijkški; zadnji (zakoniti) moški Brederodski

                        - Ana Brederodska (* 1551)
                        - Adriana Brederodska (1559 - 1620)
                        - Margareta Brederodska
                        - Suzana Brederodska
                        - Adriana Francisca Brederodska.
                        - Dirk Brederodski (* 1566)

                      - Margareta Brederodska
                      - Walraven Brederodski [nezakonski]

                    - Françoise Brederodska (1496-1553)
                    - Šarlota Brederodska (1498-1529)
                    - Reinald Brederodski Rijnesteinski (1500-1549) [nezakonski], gospod Rijnesteinski, upravitelj in Schout Vianenski
                    - Jolanda Brederodska (1509-1517)
                    - Franc Brederodski (1510-1529), gospod Zwammerdamski
                    - Marija Brederodska (* 1512)
                    - Margareta Brederodska (1514-1577), Gospa Thornska
                    - Baltazar Brederodski (1516-1576), gospod Bergenski, Houtvester Holandski
                    - Valburga Brederodska (1518-1567), grofica Bentheimska in Steinfurtska
                    - Magdalena Brederodska († 1546)
                    - Jolanda Brederode 1525-1553

                  - Franc Brederodski (1465 - 1490), holandski vojskovodja (v vojni s Francijo)
                  - Jolanda Brederodska (* ok. 1467)

                - Gijsbreht  Brederodski (1417-1475), škof v  Utrechtu
                  - Antonija  Brederodska [nezakonska]
                  - Walraven  Brederodski [nezakonski]
                  - Joris  Brederodski (* ok. 1460 - 1489) [nezakonski], župan  Rotterdama, voj. poveljnik

                - Walravina  Brederodska (1418-1460)

              - Viljem Brederodski (1380-1451), grof Gennepski, gospod Steynski in Merwedski, Admiral

            - Walraven  Brederodski (1338/1340 - 1369)
              - Dirk Walravensz  Brederodski [nezakonski; naknadno legaliziran], → Rodbina  Brederodskih

            - Dirk Brederodski, (1340/1342 - 1387)
            - Viljem Brederodski (1346 - 1389), gospod Waalwyka

        - Henrik I. Brederodski († 1345), 4. gospod Brederodski (1318-1345)
          - Viljem Brederodski († pred 1333)

        - Katarina Brederodska (1372)
        - Juta Brederodska († 1346)
        - Elizabeta Brederodska (ok. 1250 - 1323)

      - Rikarda Brederodska (1305 znana)
      - Alverada Coudekerke
      - Aleit Uter Wike
      - Elizabeta Brederodska

    - Dirk Brederodski (1228 – ok. 1279)
    - Floris Brederodski (1230–1306), gospod Doortoghenski, Zegwaardski in Zevenhuizenski
      - Floris Doortogenski, (1259 – pred 1321), → gospodje Doortoghenski.
      - Jan Doortogenski (ok. 1260–1297)
      - Dirk Doortogenski (ok. 1270–1306)

    - Ada Brederodska (1232 – ok. 1297)
    - Katarina Brederodska (* 1234)
    - Neža Brederodska (ok. 1235 – ok. 1280)

  - Gerit Teylingenski Heemskerški, → gospodje  Heemskerški
  - Hugo Teylingensko Heemskerški
  - Arend Teylingenski
  - Mahteld Teylingenska

## Spletne povezave
- Spletna stran o ruševinah gradu Brederode in njegovih prebivalcih (nizozemščina)